# Omar Jasika
Omar Jasika (Melbourne, 18 maggio 1997) è un tennista australiano.

## Carriera

### Juniores
Gioca nell'ITF Junior Circuit tra il 2011 e il 2014 e vince il primo titolo in singolare in un torneo di Grade 1 thailandese nel 2013. Al suo ultimo impegno nella categoria, nel settembre 2014 trionfa agli US Open sia in singolare, battendo in finale Quentin Halys, sia in doppio in coppia con il giapponese Naoki Nakagawa. Nel gennaio 2015 raggiunge il 6º posto nel ranking mondiale juniores.

### 2012-2014, esordi tra i professionisti
Fa le sue prime apparizioni tra i professionisti nel 2012 nei tornei Futures e nel gennaio 2014 debutta nel circuito Challenger con una sconfitta al primo turno del Burnie International. Dopo i successi nei tornei juniores degli US Open, nel settembre 2014 Jasika debutta nell'ATP World Tour con una wild card per il Malaysian Open e perde al primo turno contro Rajeev Ram al terzo set, dopo essere stato a due punti dal match nel secondo set. A ottobre raggiunge la sua prima finale Futures all'Australia F7 di Cairns.

### 2015, primi titoli ITF
Inizia la stagione all'Onkaparinga Challenger e viene eliminato da Blaž Rola. Alle qualificazioni dell'Australian Open perde nel turno decisivo da Marius Copil, mentre entra nel tabellone principale di doppio con John-Patrick Smith e si spingono fino secondo turno. A febbraio perde la finale all'F1 australiano contro Brydan Klein. A marzo non supera le qualificazioni per i tornei Challenger di Canton e Shenzhen. Nel prosieguo della stagione vince due titoli ITF a Changwon e Kelowna e perde la finale in doppio al Traralgon Challenger.

### 2016, quarti di finale in doppio al Masters di Miami
Debutta agli Australian Open 2016 con una wildcard e al primo turno sconfigge il nº 76 del ranking ATP Illja Marčenko in quattro set per poi cedere a Jo-Wilfried Tsonga al secondo turno. A marzo raggiunge i quarti di finali in doppio al Miami Open con John-Patrick Smith e vengono eliminati dai fuoriclasse Bob e Mike Bryan. Prosegue la stagione giocando in prevalenza nel circuito Futures in Nord America e in Europa, e raggiunge diverse volte i quarti di finale e le semifinali. A dicembre vince i play-off per la wildcard degli Australian Open.

### 2017, primo titolo Challenger
A inizio 2017 entra in tabellone con una wild card al Challenger di Happy Valley, dove raggiunge la sua prima finale di categoria e perde in due set da Peter Gojowczyk. Agli Australian Open viene sconfitto al primo turno dalla testa di serie numero 21 David Ferrer. Subito dopo si aggiudica il primo titolo Challenger a Burnie con il successo in finale sul connazionale Blake Mott per 6-2, 6-2.

### 2018-2021, squalifica
Trovato positivo alla cocaina durante un controllo antidoping nel dicembre 2017, viene sospeso nel marzo 2018 e nel settembre successivo viene squalificato per due anni.

### 2022, rientro dopo 4 anni
Torna a giocare nel febbraio 2022, nei mesi successivi vince 4 tornei ITF e a settembre perde la finale al Nonthaburi Challenger 2 contro Arthur Cazaux.

## Statistiche
Aggiornate al 18 marzo 2024.

### Tornei minori

#### Singolare

##### Vittorie (7)
| Legenda        |
| Challenger (1) |
| ITF (6)        |

| N. | Data            | Torneo                       | Superficie | Avversario in finale | Punteggio        |
| 1. | 31 maggio 2015  | Korea F2, Changwon           | Cemento    | Connor Smith         | 6-3, 6-4         |
| 2. | 5 luglio 2015   | Canada F4, Kelowna           | Cemento    | Eric Quigley         | 3-6, 6-4, 7–6(4) |
| 3. | 4 febbraio 2017 | Burnie International, Burnie | Cemento    | Blake Mott           | 6-2, 6-2         |
| 4. | 13 marzo 2022   | M25 Bendigo, Bendigo         | Cemento    | James McCabe         | 6-1, 6-2         |
| 5. | 24 aprile 2022  | M15 Chiang Rai, Chiang Rai   | Cemento    | Dayne Kelly          | 6-1, 7–6(1)      |
| 6. | 22 maggio 2022  | M15 Heraklion, Heraklion     | Cemento    | Charles Broom        | 7-5, 6-3         |
| 7. | 5 giugno 2022   | M15 Heraklion, Heraklion     | Cemento    | Jerome Kym           | 6-2, 6-2         |
| 3. | 4 febbraio 2024 | Burnie International, Burnie | Cemento    | Alex Bolt            | 6-2, 6(2)-7, 6-3 |

##### Finali perse (5)
| Legenda        |
| Challenger (2) |
| ITF (3)        |

| N. | Data             | Torneo                                       | Superficie  | Avversario in finale | Punteggio        |
| 1. | 11 ottobre 2014  | Australia F7, Cairns                         | Cemento     | Jarmere Jenkins      | 6-3, 3-6, 4-6    |
| 2. | 1 marzo 2015     | Australia F1, Adelaide                       | Cemento     | Brydan Klein         | 4-6, 7–6(3), 2-6 |
| 3. | 7 gennaio 2017   | Onkaparinga Challenger, Città di Onkaparinga | Cemento     | Peter Gojowczyk      | 3-6, 1-6         |
| 4. | 3 aprile 2022    | M25 Canberra, Canberra                       | Terra rossa | Jason Kubler         | 6-1, 3-6, 6(4)–7 |
| 5. | 4 settembre 2022 | Nonthaburi Challenger 2, Nonthaburi          | Cemento     | Arthur Cazaux        | 6(6)–7, 4-6      |